# Kosel
Kosel (dánul Kosel vagy Koslev) település Németországban, Schleswig-Holstein tartományban. Lakosainak száma 1423 fő (2023. december 31.).

## Fekvése
Kosel a Schlei folyó partján fekszik.

## Részei
- Kosel
- Bohnert
- Missunde
- Ornum
- Weseby

## Népesség
A település népességének változása:
| Lakosok száma | 808  | 1365 | 1370 | 1388 | 1407 | 1423 |
|               | 1975 | 2017 | 2019 | 2021 | 2022 | 2023 |